# Dolichoderus inermis
Dolichoderus inermis é uma espécie de formiga do gênero Dolichoderus.